# 戴潮春の乱
戴潮春の乱は、朱一貴の乱・林爽文の乱と並ぶ清朝統治時代の台湾の三大反乱の一つ。1862年に発生し、1864年に鎮圧された。事件は官府が天地会を弾圧したことから始まり、影響は北は大甲鎮、南は嘉義県に至る台湾中部全体に広がった。首謀者は戴潮春であるが、参加者には各地の土豪を含んでおり、中でも林日成・洪欉の勢力が最も強力であった。

## 発端
戴潮春は彰化県四張犁（今の台中市北屯区）一帯の地主であった。天地会と類似した八卦会を組織して、官府と協力して治安維持にあたっていた。八卦会が急速に拡大するにつれ、メンバーの略奪や殺人が伝え聞こえるようになり、官府は鎮圧することに決定した。1862年4月3日、台湾兵備道孔昭慈は彰化に到着して、かつて彰化県の知県であった淡水庁同知の秋曰靚と協力して掃討することとなった。秋曰靚の6百名の兵とともに、4百人の兵を率いる林奠国と林日成を召募して、4月15日に掃討作戦が開始されたが、林日成は裏切って秋曰靚を殺害した。形勢不利と見た林奠国は阿罩霧荘（今の台中市霧峰区）に撤退した。翌日、八卦会は彰化県城を包囲した。城内には3百人の老兵しかおらず、18日に城内のスパイが城門を開いて戴潮春は入城し、孔昭慈は服毒自殺し、官員たちは殺害された。

## 経過
彰化城の陥落後、各地でさまざまな勢力が蜂起し、小埔心（今の彰化県埤頭郷）の陳弄、北勢楠（今の南投県草屯鎮）の洪欉、嘉義の厳弁、鳳山県の徐夏老、淡水庁の王九螺ら土豪たちが戴潮春の陣営に加入した。戴潮春は自らを東王に封じ、林日成を南王、陳弄を西王、洪欉を北王として、大将軍などの官職を設置して、台湾中部と北部の一部を支配下に置いた。
福建省は糧米を台湾に頼っており、事件発生によ糧米が途絶える危機に陥った。そこで閩浙総督の慶瑞は福甯鎮総兵曽玉明を派遣して、義勇軍を募って鎮圧させることとした。また他に台湾鎮総兵林向栄に西螺鎮から出兵させた。さらに台湾府知府洪敏琛は外国商人から銀15万両を借りて、軍費を捻出した。
4月28日、林日成は3万人の兵を率いて、阿罩霧庄の水源を断ち切って霧峰の名家である林家を根絶やしにしようとした。当時、林家の当主の林文察と弟の林文明は浙江省での太平天国との戦いに赴いており、戦闘要員は72名しかいなかった。しかし林文鳳の指揮のもと、家人たちは大砲など火器で迎撃し、3日にわたって激しい攻防戦が行われた。やがて林家に翁仔社（今台中市豊原区翁子）の羅冠英の援軍が来て、林家と援軍5百人が林日成の陣を突破し、数百人を殺害して、林日成軍を撃退した。
一方、林向栄は2200名を率いて嘉義に入り、4月28日に戴軍を破った。その後、城を出て戴彩龍率いる戴軍1万と八掌渓をはさんで対峙した。戴軍は清軍の退路を断ち、清軍は前後から攻撃を受けることとなり、溺死する兵士も出たが、大砲を使用して突撃したため、勝つことができた。
陳弄は鹿港鎮を占領した。鹿港の住民は泉州出身者が多かったが、戴軍は漳州出身者が多かったため、戴軍が住民を殺害する事件が起こった。そのため黄季忠・蔡馬湖・林清源ら郷紳は抵抗運動を指導し、施九挺も600名の義勇兵を集めた。3日にわたる戦いが行われ、戴軍は撃退された。
6月、台湾北部の軍務を担当する塩運使林占梅が蔡宇らを派遣して、大甲鎮を襲って奪回した。戴軍の王和尚は城を包囲して水を断ち切った。6月9日、淡水庁の職務を代行していた張世英、千総の捷步、把総の周長桂、翁仔社の義勇軍の羅冠英らが支援に駆けつけ、戴軍を撃退した。6月17日、王和尚は再度城を囲み、水を断ち切った。しかし張世英の指揮のもと、城中の清軍は打って出て、再度戴軍を撃退した。
6月7日、洪敏琛は台湾兵備道に昇進して、戦争を統括することとなった。6月9日、提督の曽玉明が6百名を率いて鹿港に入った。しかし清軍は軍費を輸送中に戴軍と遭遇して大敗し、千総龔朝俊と澎湖副将陳国詮が戦死し、兵器と軍費を奪われた。
この後戴軍は嘉義、白沙坑などを次々と攻めたが、いずれも清軍に撃退された。
8月から9月にかけて、林文明が暇を乞うて千名の義勇軍を率いて加勢に駆けつけたことで戦況に変化が生まれた。彼は外新庄、阿罩霧庄、大里杙などで戴軍と激戦を展開し、その後羅冠英とともに石岡仔、葫蘆墩などの大軍を掃討した。しかしこの戦いののち、弾薬が不足して阿罩霧庄に戻らざるを得なくなった。
林文明が北路を確保していたとき、南路の清軍は惨敗を喫していた。林向栄と台湾水師副林国忠が7月に斗六城に救援に入ったが、厳弁・陳弄らが率いる数万の戴軍に包囲された。10月29日、斗六は陥落し林向栄は自殺し、林国忠は戦死した。斗六占領後、林日成は12月20日に軍を発して大甲鎮を包囲した。城外で戦闘が行われたが、清軍は数が少なく、羅冠英の応援があったものの敗れて城内に退いた。戴軍は前回同様水源を断ったが、雨が降ったため、戴軍は撤退した。
1863年1月、台湾水師提督呉鴻源が3千名を率いて応援に来て、塩水鎮に駐屯した。3月19日、呉鴻源は嘉義に猛攻撃をかけ、城内の守将湯得陞とともに陳弄の包囲軍を挟撃し、撃退した。しかし6月に呉鴻源は意見の違いから洪敏琛によって免職され、曽元福と交代した。同月、洪敏琛が死去したため戦線はまたも膠着した。
4月11日、林文明は叔父の林奠国と羅冠英とともに戴潮春の故郷の四張犁に攻め入った。7日に渡る激戦が行われたが、軍費の問題が解決されていなかったので進攻を停止し、ここでも膠着状態に陥った。
8月、丁曰健が新たに台湾兵備道に任命され、新たな作戦を打ち出した。台湾鎮守参将関鎮国に命じて五汊港（今の台中港）に侵攻させ、自分は竹塹城（今の新竹市）に進駐して、張世英・羅冠英ら義勇兵の精鋭千人を岸里社に駐屯させた。四塊厝庄など戴軍の活動の中心地区を直接攻撃しようとしたのである。両軍の共同作戦のもと、大肚渓以北を制圧し、11月28日には彰化城を包囲した。
また11月12日には福甯鎮総兵林文察が安平に上陸し、11月20日に嘉義県に到着して百数十の庄を投降させた。林文察は護理水師提督曽元福と戦略を練り、まず嘉義から彰化に至る道路を確保し、その後彰化を奪回することとなった。白瑛と関鎮国に命じて斗六を攻めさせ、本人と許忠標らの部隊は海沿いに北に向かう作戦をとった。
11月26日、林文察は麦寮郷に駐屯し、南下した林文明軍と合流した。丁曰健・林文察両軍が彰化城を包囲していたが、1864年1月15日、斗六を奪回し、1月18日、戴潮春は投降し処刑された。残党の掃討作戦が開始され、1月19日には林文察は四塊厝庄に入り、2月6日に林日成を斬殺しここを回復した。5月には林文察と羅冠英は小埔心を攻めて陳弄を捕え処刑した。同月、丁曰健は知県白鸞卿・参将徐栄生を二重溝に派遣し、再び蜂起した厳弁を包囲した。厳弁は伏兵で清軍を撃退したが、清軍の圧倒的な兵力の前に敗れた。前の年の12月には曽玉明によって北勢楠庄が包囲されていたが、洪欉は11月に死亡、弟の洪璠も捕えられ処刑された。

## 結果
当時、清朝は太平天国の乱の対応で手いっぱいで台湾にまでは手が回らず、その上影響力の大きい各地の大小土豪が参加したことで、反乱は大きなものとなった。そのため当初は清朝の側は霧峰林家などの団練の抵抗に頼らざるを得なかった。事件の後、霧峰林家は平定に功があったとして、林文明の軍費の補償として反乱に参加した土豪から没収した財産を与えられたほか、台湾を含む福建省での樟脳の販売の独占権も獲得し、一躍台湾中部の最大の勢力をもつ家族となった。こうして林家の勢力が強大になりすぎたことは後に官府と林家の対立の火種となった。
戴潮春は童謡を創作したり自ら田を耕すなど皇帝を意識した行動をとり、清朝統治時代の台湾の反乱の中では最も政権を意識した反乱勢力であったという。